# Alphomelon manuelriosi
Alphomelon manuelriosi (лат.) — вид мелких наездников-браконид рода Alphomelon из подсемейства Microgastrinae (Braconidae, Ichneumonoidea). Видовое название manuelriosi дано в честь Manuel Ríos за его десятилетия совместной работы в группе паратаксономистов Área de Conservación Guanacaste (ACG, Коста-Рика).

## Распространение
Неотропика (Коста-Рика).

## Описание
Паразитические наездники крупных для микрогастерин размеров. Длина тела 3,5—4,2 мм. Основная окраска чёрная и коричневая. От близких таксонов отличается следующими признаками: все латеротергиты коричневые до темно-коричневых; ножны яйцеклада длиннее (1,30—1,50×) первого сегмента метатарзуса; птеростигма сравнительно более вытянутая (ее длина ≥ 3,00× ее центральной высоты) и более треугольной формы (то есть два её нижних края более или менее прямые); более темноокрашенный вид, у которого метатибии темно-коричневые до чёрных, а плечевой комплекс коричневый, и все тазики темно-коричневые, два нижних края более или менее прямые); лапки с двумя шипами. Второй тергит гладкий. Паразитируют на гусеницах бабочек-толстоголовок (Hesperiidae): Corticea lysias, Cymaenes odilia trebius, Parphorus. Яйцеклад примерно равен по длине задней голени; проподеум морщинистый; первый тергит брюшка немного длиннее своей ширины; второй тергит много шире первого и короче третьего тергита. Жгутик усика 16-члениковый. Нижнечелюстные щупики 5-члениковые, нижнегубные щупики состоят из 3 сегментов. Дыхальца первого брюшного тергита находятся на латеротергитах.